# Andreas Johannes Jäckel

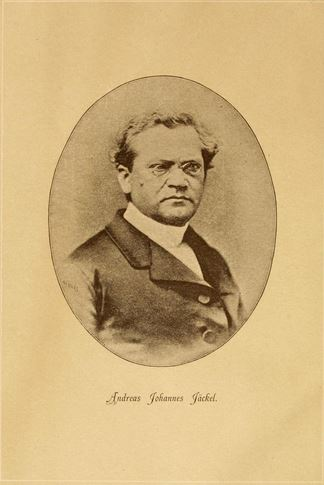
Andreas Johannes Jäckel (1822–1885)

Andreas Johannes Jäckel (* 6. Januar 1822 in Nürnberg; † 12. Juli 1885 in Windsheim) war ein deutscher Zoologe und Theologe. Sein Forschungsschwerpunkt lag auf der Ornithologie (Vogelkunde) und Ichthyologie (Fischkunde).

## Leben und Wirken
Als Sohn des Kupferdruckers und Stadtkirchners Johann Jakob Jäckel und seiner Ehefrau Regine Luise geb. Wirth wurde Jäckel im Mesnerhaus von St. Egidien geboren. Obwohl Jäckel zehn Geschwister hatte, ermöglichten ihm die Eltern den Besuch des humanistischen Melanchthon-Gymnasiums Nürnberg. Nach der Schulzeit studierte er Evangelische Theologie an der Friedrich-Alexander-Universität Erlangen. Hier besuchte er auch Vorlesungen im Bereich der Naturwissenschaften. 1842 wurde er Mitglied des Corps Onoldia. Nach dem Abschluss des Studiums im Jahre 1845 trat er seine erste Vikarstelle in Roth an. Ein Jahr später im Jahr 1846 bekam er seine Ordination in Ansbach. Nach seiner erfolgreichen Anstellungsprüfung wurde er 1850 Pfarrverweser in Kloster Sulz. Nach weiteren Stationen in Oberampfrach, Wendelstein und Ammerndorf trat er 1853 seine erste Pfarrstelle in Neuhaus an der Aisch an. Noch während seiner Vikarzeit in Wendelstein heiratete er am 24. November 1850 die Nürnbergerin Eleonora Margaretha Barbara Sabina Sommer, die nach einer Lähmung im Frühjahr 1880 schließlich am 5. Januar 1883 verstarb. Aus der Ehe gingen drei Söhne und vier Töchter hervor, von den zwei schon im zarten Kindesalter verstarben. Eine Tochter hieß Auguste und heiratete einen Herrn Hornschuch. 1861 wurde Jäckel nach Sommersdorf-Thann versetzt und hoffte sich von seiner Malariaerkrankung, die er sich in den Sümpfen und Teichen rund um Neuhaus zugezogen hatte zu erholen. Seine letzte Station als Pfarrer trat Jäckel im Jahr 1869 in Bad Windsheim an.

## Wissenschaftliches Wirken
Bereits als Jugendlicher besuchte er oft den Vogelherd im Nürnberger Reichswald oder den Vogelfrauen am Schönen Brunnen, um dort seltene Vögel zu erwerben. Die Familie hielt sich eine Vielzahl von Singvögeln in Käfigen um sich an deren Gesang zu erfreuen. Jäckel selbst studierte diese Vögel und begann schon früh diese zu zeichnen. Viel Anregung für seine Studien bekam er in dieser Zeit auch von der berühmten Forscher- und Kupferstecherfamilie rund um Jacob Sturm (1771–1848), sowie dessen Söhne Johann Heinrich Christian Friedrich Sturm (1805–1862) und Johann Wilhelm Sturm (1808–1865). Da Nürnberg in dieser Zeit als Hochburg der bayerischen Naturwissenschaften galt, dürften Forscher wie Johann Wolf (1765–1824), Bernhard Meyer (1767–1836), Johann Baptist von Spix (1781–1826), Karl Michahelles (1807–1834) oder Carl Wilhelm Hahn (1786–1835) sehr viel Einfluss auf den jungen Jäckel gehabt haben.
Es war schließlich die Weiher- und Sumpfgegend um Neuhaus, die ihn in seiner ornithologischen Forschung weiterbrachte. Unter älteren Ornithologen war das Gebiet auch als Jäckelsche Weihergegend bekannt. Während seiner zahlreichen Beobachtungstouren an den Teichen erkrankte er an Malaria, die ihn 16 Monate ans Bett fesselte. Seine erste Publikation erschien 1848 in der Fachzeitschrift Isis, die von Lorenz Oken (1779–1851) herausgegeben wurde. In Beyträge zur Ornithologie Frankens listete er akribisch 234 Vogelarten, die bis dato in Franken beobachtet oder geschossen wurden. Dabei war er selbstbewusst genug die Analysen von Almeistern wie Christian Ludwig Brehm (1787–1864) und Heinrich Carl Küster (1807–1876) in Frage zu stellen. In der Fachzeitschrift Naumannia von August Carl Eduard Baldamus (1812–1893) berichtete er fast in Tagebuchform seine Ornithologischen Jahresberichte aus Bayern. In seiner Publikation über Die Vögel des unteren Aisch-, Seebach- und Aurachgrunds aus dem Jahre 1863 schwärmte Jäckel geradezu von der Gegend um Neuhaus.
Jäckel sammelte lange Jahre alles erdenkliche Material für ein Buch über die Avifauna Bayerns. Das Manuskript sandte er 1882 an Victor von Tschusi zu Schmidhoffen (1847–1924) und klagte in seinem Brief darüber, dass kein Verlag das Werk drucken wolle und, er nicht in der Lage sei dieses aus eigener Tasche zu finanzieren. Postum wurde sein Wunsch dann doch noch war. Mit einem Vorwort und Anmerkungen von Rudolf Blasius (1842–1907) sowie der Unterstützung der Bayerischen Akademie der Wissenschaften erschien schließlich im Jahr 1891 Systematische Übersicht der Vögel Bayerns. Wesentlichen Anteil an der Realisation des Projekts hatten der Geheime Medizinalrat Joseph von Kerschensteiner (1831–1896) und der damalige Kultusminister Ludwig August von Müller (1846–1895).
Jäckels Publikationen handelten in erster Linie über Vogel-, Säugetier- und Fischkunde seines Heimatlandes. All seine Freizeit widmete er der heimischen Fauna. Er galt nicht als Visionär mit gewagten Hypothesen, sondern stütze seine Publikationen nur auf Basis von nachvollziehbaren Fakten. So beteiligte er sich an mancher wissenschaftlichen Streitfrage, doch stritt stets für die Sache und hielt sich fern von politischen Anfeindungen. Neben der Systematische Übersicht der Vögel Bayerns plante er ähnliche Werke über Säugetiere, Fische, Kriechtiere und Lurche. Der Band über die Säugetiere war nahezu fertig, wurde aber bis heute nicht publiziert. Eine besondere Faszination übten nachtaktive Tiere wie Eulen und Fledermäuse auf ihn aus. Beide hatten in der Bevölkerung einen schlechten Ruf, doch Jäckel entkräftete in seinem Buch so manches Vorurteil. 1860 publizierte er Die bayerischen Chiroptern, ein Werk über Fledermäuse. Beginnend mit den Mythen über die schädliche Fledermaus, widerlegt er nach und nach so manche unwahre Schauergeschichte über diese Tiere.
Als er 1861 nach Sommersdorf-Thann versetzt wurde, kam er in ein Gebiet, das im Frühjahr oft von der Altmühl überschwemmt wurde. Die Gegend war aus ornithologischer Sicht weniger interessant, als dies noch in Neuhaus der Fall war. So verlegte er seinen Schwerpunkt auf das Studium der Fische, ohne dass er seine geliebten Vögel ganz aus den Augen verlor. 1864 erschien Die Fische Bayerns oder zwischen 1865 und 1867 Ichthyologisches aus meinem Tagebuche. Als er 1869 wieder versetzt wurde, publizierte er 1870 Geschichte der Heuschreckenzüge in Bayern oder 1871 Kriechtieren und Lurche des Königreichs Bayern. Außerdem beschäftigte er sich gerne mit Missbildungen an Tieren z. B. Über Schnabel-Missbildungen verschiedener Vögel, Abnormalitäten z. B. Beiträge zu der Lehre von der thierischen anomalen Mann-Weiblichkeit (Gynandro-Morphismus) oder Volks- und Aberglaube z. B. Aphorismen über Volkssitte, Aberglaube und Volksmedizin in Franken, mit besonderer Rücksicht auf Oberfranken.
Sein Haus wurde mehr und mehr zum Naturalienkabinett. Er präparierte seine geschossenen Vögel und Tiere selbst, war aber im ständigen Austausch mit dem Augsburger Präparator Johann Friedrich Leu (1808–1882). Dazu kommunizierte er regelmäßig mit Förstern, Jägern, Fischern und anderen Präparatoren, aber auch mit Naturforschern und Zoologen wie Friedrich Kolenati (1812–1864).
Berufungen auf Lehrstühle für Zoologie in Heidelberg und Wien soll Jäckel abgelehnt haben. Stattdessen versuchte er in seiner Heimat den Wiener Nachtpfauenauge (Saturnia pyri) anzusiedeln, ein Unternehmen, das kläglich scheiterte.
Als er am 14. Juli 1885 zu Grabe getragen wurde, war die Anteilnahme groß. Sein Nachlass ging zu großen Teilen an die Naturhistorischen Gesellschaft in Nürnberg, von denen Teile noch heute existieren.

## Mitgliedschaften
Jäckel war Ehrenmitglied des Zoologisch-mineralogischen Vereins in Regensburg, des Naturhistorischen Vereins in Passau und der Naturhistorischen Gesellschaft in Nürnberg. Dazu war er korrespondierendes Mitglied des Oberschwäbischen Zweigvereins für vaterländische Naturkunde in Bad Schussenried (ging aus dem Molasseklub von Konrad Miller (1844–1933) hervor), der Gesellschaft der Naturwissenschaften zu Freiburg, der Wetterauischen Gesellschaft für die gesamte Naturkunde in Hanau und des Naturhistorischen Vereins in Augsburg. Außerdem war er wirkliches Mitglied der kaiserlichen Leopoldisch-Carolinischen Deutschen Akademie der Naturforscher in Dresen, der k. k. zoologisch-botanischen Gesellschaft in Wien, des Historischen Vereins für Unterfranken und Aschaffenburg, des Historischen Vereins für Mittelfranken und der Deutschen Ornithologen-Gesellschaft. Die Mitgliedschaft in der Leopoldina ist allerdings zweifelhaft, da sie vom nicht legitimierten Vorsitzenden Heinrich Gottlieb Ludwig Reichenbach (1793–1879) vorgenommen wurde und nach der Wahl eines offiziellen Präsidenten nicht anerkannt wurde.

## Publikationen
- Beyträge zur Ornithologie Frankens. In: Isis von Oken. Band 24, 1848, S. 20–47 (online [abgerufen am 3. Oktober 2015]).
- Beyträge zur Ornithologie Frankens. In: Isis von Oken. Band 24, 1848, S. 373–390 (online [abgerufen am 3. Oktober 2015]).
- Wissenschaftliche Mittheilungen Einzelne Beiträge zur bayrischen Fauna. In: Korrespondenz-Blatt des Zoologisch-mineralogischen Vereins in Regensburg. Band 3, Nr. 2, 1849, S. 21–25 (online [abgerufen am 3. Oktober 2015]).
- Materialien zur bayerischen Ornithologie. Ein Beitrag zur Geschichte der geographischen Verbreitung der Vögel; in Verbindung mit Hrn. Landgerichtsarzt Dr. Brandt in Nordhalben. Mit Anmerkungen von Herrn Grafen Von der Mühle. In: Abhandlungen des Zoologisch-Mineralogischen Vereines. Band 1, 1849, S. 21–140 (online [abgerufen am 3. Oktober 2015]).
- Nachträge zu den Materialien zur bayerischen Ornithologie. In: Correspondenz-Blatt des Zoologisch-mineralogischen Vereins in Regensburg. Band 4, Nr. 4, 1850, S. 50–61 (online [abgerufen am 3. Oktober 2015]).
- Nachträge zu den Materialien zur bayerischen Ornithologie. In: Correspondenz-Blatt des Zoologisch-mineralogischen Vereins in Regensburg. Band 4, Nr. 5, 1850, S. 65–80 (online [abgerufen am 3. Oktober 2015]).
- Nachträge zu den Materialien zur bayerischen Ornithologie. In: Correspondenz-Blatt des Zoologisch-mineralogischen Vereins in Regensburg. Band 4, Nr. 6, 1850, S. 87–96 (online [abgerufen am 3. Oktober 2015]).
- Nachträge zu den Materialien zur bayerischen Ornithologie. In: Correspondenz-Blatt des Zoologisch-mineralogischen Vereins in Regensburg. Band 4, Nr. 8, 1850, S. 126–127 (online [abgerufen am 3. Oktober 2015]).
- Nachträge zu den Materialien zur bayerischen Ornithologie. In: Correspondenz-Blatt des Zoologisch-mineralogischen Vereins in Regensburg. Band 5, Nr. 4, 1851, S. 61–64 (online [abgerufen am 3. Oktober 2015]).
- Nachträge zu den Materialien zur bayerischen Ornithologie. In: Correspondenz-Blatt des Zoologisch-mineralogischen Vereins in Regensburg. Band 5, Nr. 5, 1851, S. 68–80 (online [abgerufen am 3. Oktober 2015]).
- Nachträge zu den Materialien zur bayerischen Ornithologie. In: Correspondenz-Blatt des Zoologisch-mineralogischen Vereins in Regensburg. Band 4, Nr. 6, 1851, S. 81–95 (online [abgerufen am 3. Oktober 2015]).
- Nachträge zu den Materialien zur bayerischen Ornithologie. In: Correspondenz-Blatt des Zoologisch-mineralogischen Vereins in Regensburg. Band 4, Nr. 7, 1851, S. 99–101 (online [abgerufen am 3. Oktober 2015]).
- Materialien zur bayrischen Fauna. Ein Beitrag zur Geschichte der geographischen Verbreitung der Säugethiere. In: Korrespondenz-Blatt des Zoologisch-mineralogischen Vereins in Regensburg. Band 6, Nr. 7, 1852, S. 97–112 (online [abgerufen am 3. Oktober 2015]).
- Materialien zur bayrischen Fauna. Ein Beitrag zur Geschichte der geographischen Verbreitung der Säugethiere. In: Korrespondenz-Blatt des Zoologisch-mineralogischen Vereins in Regensburg. Band 6, Nr. 9, 1852, S. 129–144 (online [abgerufen am 3. Oktober 2015]).
- Materialien zur bayrischen Fauna. Ein Beitrag zur Geschichte der geographischen Verbreitung der Säugethiere. In: Korrespondenz-Blatt des Zoologisch-mineralogischen Vereins in Regensburg. Band 6, Nr. 10, 1852, S. 148–160 (online [abgerufen am 3. Oktober 2015]).
- Materialien zur bayrischen Fauna. Ein Beitrag zur Geschichte der geographischen Verbreitung der Säugethiere. In: Korrespondenz-Blatt des Zoologisch-mineralogischen Vereins in Regensburg. Band 7, Nr. 4, 1853, S. 58–64 (online [abgerufen am 3. Oktober 2015]).
- Materialien zur bayrischen Fauna. Ein Beitrag zur Geschichte der geographischen Verbreitung der Säugethiere. In: Korrespondenz-Blatt des Zoologisch-mineralogischen Vereins in Regensburg. Band 7, Nr. 5, 1853, S. 75–80 (online [abgerufen am 3. Oktober 2015]).
- Materialien zur bayrischen Fauna. Ein Beitrag zur Geschichte der geographischen Verbreitung der Säugethiere. In: Korrespondenz-Blatt des Zoologisch-mineralogischen Vereins in Regensburg. Band 7, Nr. 6, 1853, S. 93–95 (online [abgerufen am 3. Oktober 2015]).
- Systematische Uebersicht der Vögel Böhmens. In: Korrespondenz-Blatt des Zoologisch-mineralogischen Vereins in Regensburg. Band 7, Nr. 12, 1853, S. 185–190 (online [abgerufen am 3. Oktober 2015]).
- Verzeichnis der Trivialnamen der bayerischen Vögel. In: Naumannia. Band 3, 1853, S. 391–399 (online [abgerufen am 3. Oktober 2015]).
- Ein vereinzelt nistendes Uferschwalben-Paar. In: Journal für Ornithologie. Band 1, 1853, S. 367 (online [abgerufen am 3. Oktober 2015]).
- Nachahmen fremder Töne beim Haus-Rothschwänzchen. In: Journal für Ornithologie. Band 1, 1853, S. 368–369 (online [abgerufen am 3. Oktober 2015]).
- Materialien zur bayrischen Fauna. Ein Beitrag zur Geschichte der geographischen Verbreitung der Säugethiere. In: Korrespondenz-Blatt des Zoologisch-mineralogischen Vereins in Regensburg. Band 8, Nr. 6, 1854, S. 81–95 (online [abgerufen am 3. Oktober 2015]).
- Ein Besuch der zoologischen Sammlung zu Erlangen. In: Korrespondenz-Blatt des Zoologisch-mineralogischen Vereins in Regensburg. Band 8, Nr. 10, 1854, S. 154–156 (online [abgerufen am 3. Oktober 2015]).
- Aus brieflichen Mittheilungen. In: Correspondenz-Blatt des Zoologisch-mineralogischen Vereins in Regensburg. Band 8, Nr. 11, 1854, S. 164–165 (online [abgerufen am 3. Oktober 2015]).
- Brüten der Schleiereule im Spätjahre. In: Journal für Ornithologie. Band 2, 1854, S. 173 (online [abgerufen am 3. Oktober 2015]).
- Ungewöhnliches aus der Vogelwelt Bayerns. In: Journal für Ornithologie. Band 2, 1854, S. 173–174 (online [abgerufen am 3. Oktober 2015]).
- Der Vögelzug etc. in Bayern in dem eigenthümlichen Herbste, Winter und Frühlinge 1852/53. In: Journal für Ornithologie. Band 2, 1854, S. 263–276 (online [abgerufen am 3. Oktober 2015]).
- Ornithologische Mittheilung aus Bayern. In: Journal für Ornithologie. Band 2, 1854, S. 362–363 (online [abgerufen am 3. Oktober 2015]).
- Der Vögelzug und anderweitige Wahrnehmung über die Vogelwelt Bayerns im Jahr 1853/54. In: Journal für Ornithologie. Band 2, Nr. 12, 1854, S. 481–502 (online [abgerufen am 3. Oktober 2015]).
- Materialien zur bayrischen Fauna. Ein Beitrag zur Geschichte der geographischen Verbreitung der Säugethiere. In: Correspondenz-Blatt des Zoologisch-mineralogischen Vereins in Regensburg. Band 9, Nr. 7, 1855, S. 91–101 (online [abgerufen am 3. Oktober 2015]).
- Materialien zur bayrischen Fauna. Ein Beitrag zur Geschichte der geographischen Verbreitung der Säugethiere. In: Correspondenz-Blatt des Zoologisch-mineralogischen Vereins in Regensburg. Band 9, Nr. 8, 1855, S. 105–132 (online [abgerufen am 3. Oktober 2015]).
- Zu dem Verzeichniss der Trivialnamen der bayerischen Vögel. In: Naumannia. Band 5, 1855, S. 70–73 (online [abgerufen am 3. Oktober 2015]).
- Der Vögelzug und anderweitige Wahrnehmung über die Vogelwelt Bayerns im Jahr 1853/54. In: Journal für Ornithologie. Band 3, Nr. 17, 1855, S. 401–416 (online [abgerufen am 3. Oktober 2015]).
- Einzelne Mittheilungen aus der Vogelwelt Bayerns. In: Journal für Ornithologie. Band 3, Nr. 17, 1855, S. 444–446 (online [abgerufen am 3. Oktober 2015]).
- Materialien zur bayrischen Fauna. Ein Beitrag zur Geschichte der geographischen Verbreitung der Säugethiere. In: Korrespondenz-Blatt des Zoologisch-mineralogischen Vereins in Regensburg. Band 10, Nr. 4, 1856, S. 56–60 (online [abgerufen am 3. Oktober 2015]).
- Nachträge zu den drei Aufsätzen über den Bären, Wolf und Luchs. In: Korrespondenz-Blatt des Zoologisch-mineralogischen Vereins in Regensburg. Band 10, Nr. 9/10, 1856, S. 145–153 (online [abgerufen am 3. Oktober 2015]).
- Die zitzenförmigen Anhängsel an der Vulva unser beiden einheimischen Rhinolophus-Arten. In: Korrespondenz-Blatt des Zoologisch-mineralogischen Vereins in Regensburg. Band 10, Nr. 11, 1856, S. 161–164 (online [abgerufen am 3. Oktober 2015]).
- Ornithologischer Jahresbericht aus Bayern. In: Naumannia. Band 6, 1856, S. 40–58 (online [abgerufen am 3. Oktober 2015]).
- Ornithologischer Jahresbericht aus Bayern. In: Naumannia. Band 6, 1856, S. 238–251 (online [abgerufen am 3. Oktober 2015]).
- Noch ein Wort über das Schnurren der Becassine. In: Journal für Ornithologie. Band 4, Nr. 19, 1856, S. 85–94 (online [abgerufen am 3. Oktober 2015]).
- Das Schnurren oder Mäckern der Bekassine. In: Naumannia. Band 7, 1857, S. 21–33 (online [abgerufen am 3. Oktober 2015]).
- Antinus pratensis mit zwei Köpfen. In: Naumannia. Band 7, 1857, S. 190 (online [abgerufen am 3. Oktober 2015]).
- Ornithologischer Jahresbericht aus Bayern. In: Naumannia. Band 7, 1857, S. 369–391 (online [abgerufen am 3. Oktober 2015]).
- Ueber die Vertilgung der Feldmäuse Eine Preisschrift. In: Abhandlungen der Naturhistorischen Gesellschaft zu Nürnberg. Band 1, 1858, S. 269–326 (online [abgerufen am 3. Oktober 2015]).
- Notizen aus Bayern. In: Naumannia. Band 8, 1858, S. 267–268 (online [abgerufen am 3. Oktober 2015]).
- Ornithologischer Jahresbericht aus Bayern. In: Naumannia. Band 8, 1858, S. 426–451 (online [abgerufen am 3. Oktober 2015]).
- Ueber das Schnurren der Bekassine. In: Naumannia. Band 8, 1858, S. 490–495 (online [abgerufen am 3. Oktober 2015]).
- Materialien zur bayrischen Fauna. Ein Beitrag zur Geschichte der geographischen Verbreitung der Säugethiere. In: Correspondenz-Blatt des Zoologisch-mineralogischen Vereins in Regensburg. Band 13, Nr. 1–8, 1859, S. 1–28 (online [abgerufen am 3. Oktober 2015]).
- Ueber die Wander-, Zug- oder Strich-Heuschrecken (Oedipoda migratoria L.) in Bayern. In: Correspondenz-Blatt des Zoologisch-mineralogischen Vereins in Regensburg. Band 13, Nr. 11/12, 1859, S. 161–171 (online [abgerufen am 3. Oktober 2015]).
- Sterna leucoptera Meissn. und Schinz in Bayern brütend. In: Journal für Ornithologie. Band 8, Nr. 46, 1860, S. 300–301 (online [abgerufen am 3. Oktober 2015]).
- Die bayerischen Chiroptern: ein Beitrag zur Kenntniss der Lebensweise und der geographischen Verbreitung. In: Abhandlungen des Zoologisch-Mineralogischen Vereines. Band 8, 1860, S. 1–157 (online [abgerufen am 3. Oktober 2015]).
- Materialien zur bayrischen Fauna. Ein Beitrag zur Geschichte der geographischen Verbreitung der Säugethiere. In: Correspondenz-Blatt des Zoologisch-mineralogischen Vereins in Regensburg. Band 15, Nr. 7/8, 1861, S. 97–128 (online [abgerufen am 3. Oktober 2015]).
- Materialien zur bayrischen Fauna. Ein Beitrag zur Geschichte der geographischen Verbreitung der Säugethiere. In: Correspondenz-Blatt des Zoologisch-mineralogischen Vereins in Regensburg. Band 15, Nr. 10/11, 1861, S. 145–157 (online [abgerufen am 3. Oktober 2015]).
- Ueber die Wander-, Zug- oder Strich-Heuschrecken (Oedipoda migratoria L.) in Bayern. In: Correspondenz-Blatt des Zoologisch-mineralogischen Vereins in Regensburg. Band 15, Nr. 10/11, 1861, S. 158–171 (online [abgerufen am 3. Oktober 2015]).
- Beiträge zur Thier- und Jagdgeschichte Bayerns. In: Correspondenz-Blatt des Zoologisch-mineralogischen Vereins in Regensburg. Band 15, Nr. 12, 1861, S. 185–192 (online [abgerufen am 3. Oktober 2015]).
- Zur Frage über Altum’s Schwan und den Cygnus melanorhinus Naumann’s. In: Journal für Ornithologie. Band 9, Nr. 49, 1861, S. 66–71 (online [abgerufen am 3. Oktober 2015]).
- Das rasche Längerwerden der Schwänze bei manchen Vögeln. In: Journal für Ornithologie. Band 9, Nr. 51, 1861, S. 232–233 (online [abgerufen am 3. Oktober 2015]).
- Cypselus melba L. im sächsischen Franken erlegt. In: Journal für Ornithologie. Band 9, Nr. 52, 1861, S. 305 (online [abgerufen am 3. Oktober 2015]).
- Aphorismen über Volkssitte, Aberglaube und Volksmedizin in Franken, mit besonderer Rücksicht auf Oberfranken. In: Abhandlungen der Naturhistorischen Gesellschaft zu Nürnberg. Band 2, 1861, S. 148–258 (online [abgerufen am 3. Oktober 2015]).
- Carl Emil Diezel. In: Abhandlungen der Naturhistorischen Gesellschaft zu Nürnberg. Band 2, 1861, S. 265–286 (online [abgerufen am 3. Oktober 2015]).
- Materialien zur bayrischen Fauna. Ein Beitrag zur Geschichte der geographischen Verbreitung der Säugethiere. In: Correspondenz-Blatt des Zoologisch-mineralogischen Vereins in Regensburg. Band 16, Nr. 6–8, 1862, S. 83–117 (online [abgerufen am 3. Oktober 2015]).
- Materialien zur bayrischen Fauna. Ein Beitrag zur Geschichte der geographischen Verbreitung der Säugethiere. In: Correspondenz-Blatt des Zoologisch-mineralogischen Vereins in Regensburg. Band 16, Nr. 9, 1862, S. 121–135 (online [abgerufen am 3. Oktober 2015]).
- Einige Bemerkungen zu dem Aufsatze: "Auch ein Wort über das Meckern der Bekassine von B. Borggreve" in diesem Journale, Jahrg. 1860, S. 63 ff. In: Journal für Ornithologie. Band 10, Nr. 57, 1862, S. 212–223 (online [abgerufen am 3. Oktober 2015]).
- Materialien zur bayrischen Fauna. Ein Beitrag zur Geschichte der geographischen Verbreitung der Säugethiere. In: Correspondenz-Blatt des Zoologisch-mineralogischen Vereins in Regensburg. Band 17, Nr. 4, 1863, S. 49–53 (online [abgerufen am 3. Oktober 2015]).
- Materialien zur bayrischen Fauna. Ein Beitrag zur Geschichte der geographischen Verbreitung der Säugethiere. In: Correspondenz-Blatt des Zoologisch-mineralogischen Vereins in Regensburg. Band 17, Nr. 5/6, 1863, S. 66–93 (online [abgerufen am 3. Oktober 2015]).
- Kleinere zoologische Mittheilungen. In: Correspondenz-Blatt des Zoologisch-mineralogischen Vereins in Regensburg. Band 17, Nr. 8, 1863, S. 116–117 (online [abgerufen am 3. Oktober 2015]).
- Chiropterologisches. In: Correspondenz-Blatt des Zoologisch-mineralogischen Vereins in Regensburg. Band 17, Nr. 9, 1863, S. 131–137 (online [abgerufen am 3. Oktober 2015]).
- Die Vögel des unteren Aisch-, Seebach- und Aurachgrunds. In: Bericht der Naturforschenden Gesellschaft zu Bamberg. Band 5, 1863, S. 30–107 (online [abgerufen am 3. Oktober 2015]).
- Ranzzeit des Fischotters. In: Abhandlungen der Naturhistorischen Gesellschaft zu Nürnberg. Band 5, 1864, S. 151 (online [abgerufen am 3. Oktober 2015]).
- Die Vögel Mittelfranken’s. In: Abhandlungen der Naturhistorischen Gesellschaft zu Nürnberg. Band 3, 1864, S. 74–136 (online [abgerufen am 3. Oktober 2015]).
- Ein sonderbares Nahrungsmittel des Staares (Sturnus vulgaris). In: Der Zoologische Garten - Zeitschrift für Beobachtung, Pflege und Zucht der Thiere. Band 5, 1864, S. 269–270 (online [abgerufen am 3. Oktober 2015]).
- Die Fische Bayerns, ein Beitrag zur Kenntnis der deutschen Süsswasserfische. In: Abhandlungen des Zoologisch-Mineralogischen Vereines. Band 9, 1864, S. 1–104 (online [abgerufen am 3. Oktober 2015]).
- Das Brach- oder Johanniskäferchen Anisoplia horticola ein landwirtschaftlich schädlicher Kerl. In: Correspondenz-Blatt des Zoologisch-mineralogischen Vereins in Regensburg. Band 18, Nr. 5/6, 1864, S. 79–80 (online [abgerufen am 3. Oktober 2015]).
- Ueber Schnabel-Missbildungen verschiedener Vögel. In: Der Zoologische Garten - Zeitschrift für Beobachtung, Pflege und Zucht der Thiere. Band 6, 1865, S. 133–138 (online [abgerufen am 3. Oktober 2015]).
- Ueber Schnabel-Missbildungen verschiedener Vögel. In: Der Zoologische Garten - Zeitschrift für Beobachtung, Pflege und Zucht der Thiere. Band 6, 1865, S. 175–179 (online [abgerufen am 3. Oktober 2015]).
- Die Nahrung unserer Fledermäuse. In: Der Zoologische Garten - Zeitschrift für Beobachtung, Pflege und Zucht der Thiere. Band 6, 1865, S. 230 (online [abgerufen am 3. Oktober 2015]).
- Die Begattung der Störche vor ihrem Wegzuge von uns. In: Der Zoologische Garten - Zeitschrift für Beobachtung, Pflege und Zucht der Thiere. Band 6, 1865, S. 378–379 (online [abgerufen am 15. März 2025]).
- Ichthyologisches aus meinem Tagebuche von 1864. In: Korrespondenz-Blatt des Zoologisch-mineralogischen Vereins in Regensburg. Band 19, Nr. 3/4, 1865, S. 33–51 (online [abgerufen am 3. Oktober 2015]).
- Über die Verbreitung von Vipera Berus in Bayern. In: Korrespondenz-Blatt des Zoologisch-mineralogischen Vereins in Regensburg. Band 19, Nr. 10/11, 1865, S. 155–169 (online [abgerufen am 3. Oktober 2015]).
- Beiträge zu der Lehre von der thierischen anomalen Mann-weiblichkeit (Gynandro-Morphismus). In: Abhandlungen der Naturhistorischen Gesellschaft zu Nürnberg. Band 2, 1866, S. 241–268 (online [abgerufen am 3. Oktober 2015]).
- Albunus Rosenhaueri, ein neuer Fischbastard. In: Der Zoologische Garten - Zeitschrift für Beobachtung, Pflege und Zucht der Thiere. Band 7, Nr. 1, 1866, S. 20–25 (online [abgerufen am 3. Oktober 2015]).
- Die Nahrung unserer Fledermäuse. In: Der Zoologische Garten - Zeitschrift für Beobachtung, Pflege und Zucht der Thiere. Band 7, 1866, S. 78 (online [abgerufen am 3. Oktober 2015]).
- Ueber das Vorkommen des gemeinen Bibers (Castor Fiber, Linn.) in früherer Zeit und jetzt. In: Der Zoologische Garten - Zeitschrift für Beobachtung, Pflege und Zucht der Thiere. Band 7, 1866, S. 101–103 (online [abgerufen am 3. Oktober 2015]).
- Ueber die Verbreitung des Murmelthieres (Arctomys Marmotta, Schreb.) in Bayern. In: Der Zoologische Garten - Zeitschrift für Beobachtung, Pflege und Zucht der Thiere. Band 7, 1866, S. 213–219 (online [abgerufen am 3. Oktober 2015]).
- Ueber Schnabel-Missbildungen. In: Der Zoologische Garten - Zeitschrift für Beobachtung, Pflege und Zucht der Thiere. Band 7, 1866, S. 335–339 (online [abgerufen am 3. Oktober 2015]).
- Zur Naturgeschichte des Fischotters (Lutra vulgaris Erxl.). In: Der Zoologische Garten - Zeitschrift für Beobachtung, Pflege und Zucht der Thiere. Band 7, 1866, S. 404–410 (online [abgerufen am 3. Oktober 2015]).
- Die Singmaus. In: Der Zoologische Garten - Zeitschrift für Beobachtung, Pflege und Zucht der Thiere. Band 7, 1866, S. 430–431 (online [abgerufen am 3. Oktober 2015]).
- Die Nahrung der Schleiereule. In: Der Zoologische Garten - Zeitschrift für Beobachtung, Pflege und Zucht der Thiere. Band 7, 1866, S. 456–464 (online [abgerufen am 3. Oktober 2015]).
- Ichthyologisches aus meinem Tagebuche von 1865. In: Korrespondenz-Blatt des Zoologisch-mineralogischen Vereins in Regensburg. Band 20, Nr. 5/6, 1866, S. 65–88 (online [abgerufen am 3. Oktober 2015]).
- Ein Beitrag zu der Frage, von welchem Sinne die Insekten bei Aufsuchung ihrer Nahrung geleitet werden. In: Korrespondenz-Blatt des Zoologisch-mineralogischen Vereins in Regensburg. Band 20, Nr. 7, 1866, S. 99–103 (online [abgerufen am 3. Oktober 2015]).
- Das einstige Vorkommen des gemeinen Bibers (Castor Fiber). In: Der Zoologische Garten - Zeitschrift für Beobachtung, Pflege und Zucht der Thiere. Band 8, 1867, S. 39 (online [abgerufen am 3. Oktober 2015]).
- Ein merkwürdiges Hühnerei. In: Der Zoologische Garten - Zeitschrift für Beobachtung, Pflege und Zucht der Thiere. Band 7, 1866, S. 198 (online [abgerufen am 3. Oktober 2015]).
- Deforme Fussbildung eines zahmen Gänserichs. In: Der Zoologische Garten - Zeitschrift für Beobachtung, Pflege und Zucht der Thiere. Band 7, 1866, S. 278 (online [abgerufen am 3. Oktober 2015]).
- Noch ein Wort über die Nahrung der Schleiereule. In: Der Zoologische Garten - Zeitschrift für Beobachtung, Pflege und Zucht der Thiere. Band 7, 1866, S. 463–471 (online [abgerufen am 3. Oktober 2015]).
- Ichthyologisches aus meinem Tagebuche von 1866. In: Korrespondenz-Blatt des Zoologisch-mineralogischen Vereins in Regensburg. Band 21, Nr. 3, 1867, S. 35–48 (online [abgerufen am 3. Oktober 2015]).
- Materialien zur bayrischen Fauna. Ein Beitrag zur Geschichte der geographischen Verbreitung der Säugethiere. In: Correspondenz-Blatt des Zoologisch-mineralogischen Vereins in Regensburg. Band 22, Nr. 1–3, 1868, S. 33–48 (online [abgerufen am 3. Oktober 2015]).
- Eine alte Abbildung des Dronte. In: Der Zoologische Garten - Zeitschrift für Beobachtung, Pflege und Zucht der Thiere. Band 9, 1868, S. 35–37 (online [abgerufen am 3. Oktober 2015]).
- Leucismus einer Haushenne in Folge des Alters. In: Der Zoologische Garten - Zeitschrift für Beobachtung, Pflege und Zucht der Thiere. Band 9, 1868, S. 80 (online [abgerufen am 3. Oktober 2015]).
- Die Nahrung unserer Fledermäuse. In: Der Zoologische Garten - Zeitschrift für Beobachtung, Pflege und Zucht der Thiere. Band 9, 1868, S. 117 (online [abgerufen am 3. Oktober 2015]).
- Die Wacholderdrossel (Tudus pilaris) in Bayern brütend. In: Der Zoologische Garten - Zeitschrift für Beobachtung, Pflege und Zucht der Thiere. Band 9, 1868, S. 374–375 (online [abgerufen am 3. Oktober 2015]).
- Zur Geschichte der Ausbreitung des Girlitzes (Fringilla serinus L.) in Süddeutschland. In: Der Zoologische Garten - Zeitschrift für Beobachtung, Pflege und Zucht der Thiere. Band 9, 1868, S. 405–408 (online [abgerufen am 3. Oktober 2015]).
- Die Gesellschaft der Vogelfreunde in Nürnberg. In: Der Zoologische Garten - Zeitschrift für Beobachtung, Pflege und Zucht der Thiere. Band 10, 1869, S. 190–192 (online [abgerufen am 3. Oktober 2015]).
- Zwei Abramiden-Bastarde mit verkürzter Afterflosse. In: Korrespondenz-Blatt des Zoologisch-mineralogischen Vereins in Regensburg. Band 23, Nr. 7/8, 1869, S. 98–114 (online [abgerufen am 3. Oktober 2015]).
- Zur Geschichte der Heuschreckenzüge in Bayern. In: Korrespondenz-Blatt des Zoologisch-mineralogischen Vereins in Regensburg. Band 24, Nr. 4/5, 1870, S. 51–57 (online [abgerufen am 3. Oktober 2015]).
- Ueber die Nahrung der Schleiereule, Strix flammea. In: Der Zoologische Garten - Zeitschrift für Beobachtung, Pflege und Zucht der Thiere. Band 12, 1871, S. 138–142 (online [abgerufen am 3. Oktober 2015]).
- Die Kriechthiere und Lurche des Königreichs Bayern. In: Korrespondenz-Blatt des Zoologisch-mineralogischen Vereins in Regensburg. Band 25, Nr. 6/7, 1865, S. 81–101 (online [abgerufen am 3. Oktober 2015]).
- Das Reh. Cervus capreolus L. Ein Beitrag zur bayerischen Fauna und Jagdgeschichter. In: Correspondenz-Blatt des Zoologisch-mineralogischen Vereins in Regensburg. Band 26, Nr. 10/11, 1872, S. 146–170 (online [abgerufen am 3. Oktober 2015]).
- Eiderente (Somateria mollissima) in Bayern erlegt. In: Der Zoologische Garten - Zeitschrift für Beobachtung, Pflege und Zucht der Thiere. Band 13, 1872, S. 123 (online [abgerufen am 3. Oktober 2015]).
- Tattermann, ein österreichischer Trivialname der Salamandra atra. In: Der Zoologische Garten - Zeitschrift für Beobachtung, Pflege und Zucht der Thiere. Band 13, 1872, S. 188–189 (online [abgerufen am 3. Oktober 2015]).
- Ein Ausflug in den Windsheim’schen Stadtwald Schossbach bei Markt Erlbach in Mittelfranken. In: Der Zoologische Garten - Zeitschrift für Beobachtung, Pflege und Zucht der Thiere. Band 13, 1872, S. 204–208 (online [abgerufen am 3. Oktober 2015]).
- Ueber Leucismen unter den Mustelen. In: Der Zoologische Garten - Zeitschrift für Beobachtung, Pflege und Zucht der Thiere. Band 14, 1873, S. 456–459 (online [abgerufen am 3. Oktober 2015]).
- Ein zahmes Schwein mit abnormer Fussbildung. In: Der Zoologische Garten - Zeitschrift für Beobachtung, Pflege und Zucht der Thiere. Band 15, 1874, S. 439 (online [abgerufen am 3. Oktober 2015]).
- Ueber den Einfluss mäusereicher Jahre auf das Fortpflanzungs-Geschäft der Schleiereule. In: Correspondenz-Blatt des Zoologisch-mineralogischen Vereins in Regensburg. Band 27, Nr. 2, 1873, S. 19–22 (online [abgerufen am 3. Oktober 2015]).
- Ueber das Ausstossen der inneren Magenhaut bei den Vögeln. In: Der Zoologische Garten - Zeitschrift für Beobachtung, Pflege und Zucht der Thiere. Band 14, 1873, S. 225–227 (online [abgerufen am 3. Oktober 2015]).
- Ueber auffallende Vorkommnisse in der Vogelwelt zur Zeit von Cholera-Epidemien. In: Der Zoologische Garten - Zeitschrift für Beobachtung, Pflege und Zucht der Thiere. Band 14, 1873, S. 328–332 (online [abgerufen am 3. Oktober 2015]).
- Die Störche als Vertilger der Feldmäuse. In: Der Zoologische Garten - Zeitschrift für Beobachtung, Pflege und Zucht der Thiere. Band 14, 1873, S. 312–314 (online [abgerufen am 3. Oktober 2015]).
- Zur Naturgeschichte des Wiener Nachtpfauenauges, Saturnia Pyri W.V. In: Der Zoologische Garten - Zeitschrift für Beobachtung, Pflege und Zucht der Thiere. Band 14, 1873, S. 396–397 (online [abgerufen am 3. Oktober 2015]).
- Ueber Monstrositäten wilder Vögel. In: Der Zoologische Garten - Zeitschrift für Beobachtung, Pflege und Zucht der Thiere. Band 15, 1874, S. 441–446 (online [abgerufen am 3. Oktober 2015]).
- Nochmals: Storch und Mäusenahrung. In: Der Zoologische Garten - Zeitschrift für Beobachtung, Pflege und Zucht der Thiere. Band 15, 1874, S. 469–470 (online [abgerufen am 3. Oktober 2015]).
- Partieller Leucismus einer Wildkatze. In: Illustrierte Jagdzeitung - Organ für Jagd, Fischerei und Naturkunde. Band 2, 1875, S. 114.
- Merkwürdiger Fuchsbau. In: Illustrierte Jagdzeitung - Organ für Jagd, Fischerei und Naturkunde. Band 2, 1875, S. 114.
- Zur Biologie des Auerhahnes. In: Illustrierte Jagdzeitung - Organ für Jagd, Fischerei und Naturkunde. Band 2, 1875, S. 124.
- Farbenvarietäten der Wildkatze. In: Illustrierte Jagdzeitung - Organ für Jagd, Fischerei und Naturkunde. Band 2, 1875, S. 197.
- Beitrag zur Kenntnis der geographischen Verbreitung der Zwergtrappe. In: Der Zoologische Garten - Zeitschrift für Beobachtung, Pflege und Zucht der Thiere. Band 16, 1875, S. 453–454.
- Einführung des Wiener Nachtpfauenauges (Saturnia piri) in die Fauna von Windsheim. In: Der Zoologische Garten - Zeitschrift für Beobachtung, Pflege und Zucht der Thiere. Band 16, 1875, S. 463–464.
- Seltene Vögel bei Augsburg. In: Der Zoologische Garten - Zeitschrift für Beobachtung, Pflege und Zucht der Thiere. Band 17, 1876, S. 30.
- Ueber das Vorkommen des Rosenstars (Pastor roseus) in Bayern. In: Der Zoologische Garten - Zeitschrift für Beobachtung, Pflege und Zucht der Thiere. Band 17, 1876, S. 105–106.
- Zur Naturgeschichte der deutschen Siebenschläfer. In: Der Zoologische Garten - Zeitschrift für Beobachtung, Pflege und Zucht der Thiere. Band 18, 1877, S. 52–58.
- Ist die Steindohle (Fregilus graculus) ein bayerischer Brutvogel? In: Der Zoologische Garten - Zeitschrift für Beobachtung, Pflege und Zucht der Thiere. Band 18, 1877, S. 208–209.
- Mutwille eines Mäusebussards. In: Der Zoologische Garten - Zeitschrift für Beobachtung, Pflege und Zucht der Thiere. Band 18, 1877, S. 213.
- Zur Naturgeschichte der Habichtseule, Strix uralensis. In: Der Zoologische Garten - Zeitschrift für Beobachtung, Pflege und Zucht der Thiere. Band 18, 1877, S. 309–311.
- Die Mantelmöwe in Bayern. In: Der Zoologische Garten - Zeitschrift für Beobachtung, Pflege und Zucht der Thiere. Band 19, 1878, S. 28.
- Schweine mit Hufen. In: Der Zoologische Garten - Zeitschrift für Beobachtung, Pflege und Zucht der Thiere. Band 19, 1878, S. 222.
- Zur Biologie des gemeinen Stars (Sturnus vulgaris). In: Der Zoologische Garten - Zeitschrift für Beobachtung, Pflege und Zucht der Thiere. Band 20, 1879, S. 233–237.
- Ueber die Verbreitung der nordischen Fledermaus, Vesperuso Nilsonii, Keys. und Bl. und ihre Eigenschaft als Wandertier. In: Der Zoologische Garten - Zeitschrift für Beobachtung, Pflege und Zucht der Thiere. Band 21, 1880, S. 237–243.
- Ein Nistplatz der Wacholderdrossel (Turdus pilaris) in Mittelfranken. In: Der Zoologische Garten - Zeitschrift für Beobachtung, Pflege und Zucht der Thiere. Band 21, 1880, S. 284.
- Ein Beitrag zur Naturgeschichte des Rackelhahnes (Tetrao intermedius). In: Der Zoologische Garten - Zeitschrift für Beobachtung, Pflege und Zucht der Thiere. Band 22, 1881, S. 103–106.
- Ein fünfbeiniger Triton cristatus. In: Der Zoologische Garten - Zeitschrift für Beobachtung, Pflege und Zucht der Thiere. Band 22, 1881, S. 156.
- Zur Naturgeschichte des Stichlings (petecus culturus L.). In: Correspondenz-Blatt des Zoologisch-mineralogischen Vereins in Regensburg. Band 36, Nr. 3/4, 1882, S. 33–35 (online [abgerufen am 3. Oktober 2015]).
- Materialien zur bayrischen Fauna. Ein Beitrag zur Geschichte der geographischen Verbreitung der Säugethiere. In: Correspondenz-Blatt des Zoologisch-mineralogischen Vereins in Regensburg. Band 36, Nr. 7/8, 1882, S. 97–109 (online [abgerufen am 3. Oktober 2015]).
- Ein neuer Brüteplatz der Wacholderdrossel (Turdus pilaris) in Mittelfranken. In: Der Zoologische Garten - Zeitschrift für Beobachtung, Pflege und Zucht der Thiere. Band 23, 1882, S. 375–376.
- Ueber die Nahrung unserer Eulen (Striges) und deren wirthschaftlichen Werth. In: Correspondenz-Blatt des Naturwissenschaftlichen Vereins (früher Zoologisch-mineralogischer Verein) in Regensburg. Band 37, Nr. 1/2, 1883, S. 9–23 (online [abgerufen am 3. Oktober 2015]).
- Das Fliegen der Fledermäuse. In: Der Zoologische Garten - Zeitschrift für Beobachtung, Pflege und Zucht der Thiere. Band 26, 1885, S. 273–276.
- Herausgegeben von Rudolf Blasius: Systematische Übersicht der Vögel Bayerns mit Rücksicht auf das örtliche und quantitative Vorkommen der Vögel, ihre Lebensweise, ihren Zug und ihre Abänderungen. Kommissionsverlag von R. Oldenbourg, München/Leipzig 1891 (online [abgerufen am 3. Oktober 2015]).